# 모바일플랜터
모바일플랜터는 일정 기간 적응훈련 기간을 거친 나무를 플랜트 이식하고 사물인터넷통신(IoT)을 접목시켜 모바일로 수목의 생장관리를 하는 시스템이다. 
나무를 심을 수 없는 곳에 모바일 플랜터를 설치해 도시 계획 정비를 하지 않아도 쉽게 도시경관을 할 수 있으며 도심의 미세먼지와 소음 등을 낮추는 데 매우 효율적이다.
sk임업과  조경수 유통사이트인 트리디비의 모회사인 (주)헤니는 상호 협약서를 체결하여 sk임업의 플랜트 제작 기술과 (주)헤니의 나무 제공 및 식재 기술력을 기반으로 심는 나무가 아닌 설치하는 나무인 모바일플랜터를 납품하고 있다. 
현재 모바일 플랜트를 활용해 상대적으로 녹지환경이 취약한 다가구 밀집지역, 빌라촌 등을 대상으로 조경설치공사 및 공간조성 사업을 진행할 예정이다.
(주)헤니는  “나무를 심어 녹지를 마련하고 싶어도 마땅한 공간이 많지 않은 게 현실”이라며 “정부기관과 지방자치단체 등에 모바일 플랜트를 공공재 형식으로 공급할 계획”을 밝히고 있다.